# 추바시 자치 소비에트 사회주의 공화국

추바시 자치 소비에트 사회주의 공화국의 기

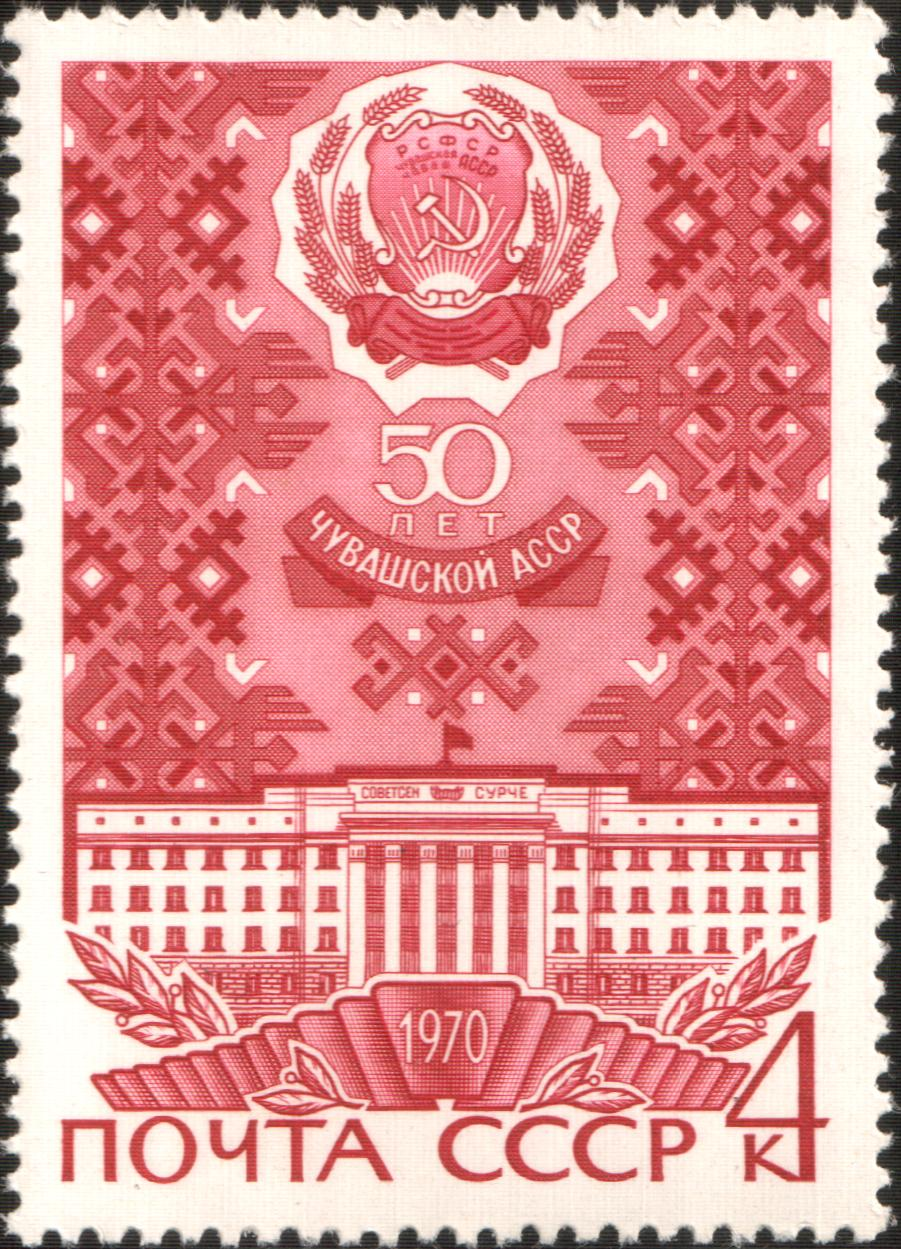
추바시ASSR 성립 50주년 기념 우표

추바시 자치 소비에트 사회주의 공화국(러시아어:Советская Социалистическая Республика / CHASSR)는 1925년 4월 21일부터 1992년 2월 13일까지 존재했었던 러시아 소비에트 연방 사회주의 공화국의 자치공화국(ASSR)이다. 수도는 체복사리이며 면적은 18,343㎢이었고 인구는 894,500명(1926년)이었다.

## 같이 보기
- 소련
- 추바시인
- 추바시 공화국
- 자치공화국

1. ↑  Атлас Союза Советских Социалистических Республик./ Сост. А. Енукидзе. — Москва : Изд. ЦИК СССР, 1928 — С. 39.